# Giving Up on Love
Giving Up on Love è un singolo del cantante britannico Rick Astley pubblicato nel 1988 come estratto dall'album Hold Me in Your Arms.

## Descrizione
Il singolo non è mai stato pubblicato nel Regno Unito; tuttavia nel mercato statunitense il brano ha raggiunto la 38ª posizione nella classifica Billboard.
Il singolo è stato pubblicato in diverse edizioni con differenti b-side. Come lato B della versione su 7" standard è presente il brano I'll Be Fine.

## Tracce
7"/MC 1988
1. Giving Up On Love (7" Pop Version) – 4:07 (Rick Astley)
2. I'll Be Fine – 3:44 (Rick Astley)

Durata totale: 7:51
7" juke-box USA 1988/promo Spagna 1989
1. Giving Up On Love (7" Pop Version) – 4:07 (Rick Astley)
2. Giving Up On Love (7" Pop Version) – 4:07 (Rick Astley)

Durata totale: 8:14
12" promo USA 1988
1. Giving Up On Love (12-Inch Pop Extended) – 7:18 (Rick Astley)
2. Giving Up On Love (7-Inch Pop) – 4:07 (Rick Astley)
3. Giving Up On Love (12-Inch R&B Extended) – 7:08 (Rick Astley)
4. Giving Up On Love (Dub 12-Inch) (Mixed by Tony King) – 5:00 (Rick Astley)

Durata totale: 23:33
12" USA, Canada, Spagna 1989
1. Giving Up On Love (12" Pop Extended) – 7:18 (Rick Astley)
2. Giving Up On Love (7" Pop) – 4:07 (Rick Astley)
3. Giving Up On Love (12" R&B Extended) – 7:08 (Rick Astley)
4. Giving Up On Love (Dub 12") (Mixed by Tony King) – 5:00 (Rick Astley)
5. I'll Be Fine – 3:44 (Rick Astley)

Durata totale: 27:17
12" promo USA 1989
1. Giving Up On Love (7" R&B Version) – 4:07 (Rick Astley)
2. Giving Up On Love (12" R&B Version) (Mixed by Tony King) – 7:08 (Rick Astley)
3. Never Gonna Give You Up (Escape To New York Mix) – 7:00 (Rick Astley)
4. Together Forever (House Of Love Mix) – 6:56 (Rick Astley)
5. She Wants To Dance With Me (Remix) – 5:42 (Rick Astley)
6. Ain't Too Proud To Beg (LP Version) – 4:20 (Rick Astley)

Durata totale: 35:13
CD single USA 1989
1. Giving Up On Love (7" Pop Version) – 4:07 (Rick Astley)
2. Giving Up On Love (12" Pop Extended) – 7:18 (Rick Astley)
3. Giving Up On Love (7" R&B Version) – 4:07 (Rick Astley)
4. Giving Up On Love (12" R&B Extended) – 7:08 (Rick Astley)
5. Giving Up On Love (Dub 12" Version) – 5:00 (Rick Astley)

Durata totale: 27:40
CD single promo USA 1989
1. Giving Up On Love – 4:07 (Rick Astley)

Durata totale: 4:07

## Classifiche
| Classifica (1989)                                     | Posizione massima |
| ----------------------------------------------------- | ----------------- |
| Canada                                                | 45                |
| Francia                                               | 46                |
| Stati Uniti (Billboard Hot 100)                       | 38                |
| Stati Uniti (Billboard Hot Adult Contemporary Tracks) | 11                |